# San José Río Bravo
San José Río Bravo är en ort i Mexiko.   Den ligger i kommunen Cuautempan och delstaten Puebla, i den sydöstra delen av landet, 150 km öster om huvudstaden Mexico City. San José Río Bravo ligger 1 125 meter över havet och antalet invånare är 340.
Terrängen runt San José Río Bravo är kuperad åt nordväst, men åt sydost är den bergig. Runt San José Río Bravo är det ganska tätbefolkat, med 70 invånare per kvadratkilometer. Närmaste större samhälle är Zacatlán, 19,5 km väster om San José Río Bravo. I omgivningarna runt San José Río Bravo växer i huvudsak blandskog.